# Sergueï Naev
 (février 2024).
Sergueï Ivanovitch Naev (né le 30 avril 1970), à Mogilev-Podolsky, en l'oblast de Vinnytsia de la RSS d'Ukraine, URSS) est un lieutenant-général ukrainien. De mars 2018 au 5 juin 2019 il était Chef adjoint de l'état-major général des forces armées d'Ukraine et chef du quartier général opérationnel conjoint des forces armées d'Ukraine et commandant de l'opération des forces conjointes.

## Biographie
Né le 30 avril 1970 dans la ville de Mogilev-Podolsky, région de Vinnitsa.
En 1987, il est diplômé de l'école militaire Souvorov de Tver.
En 1991, il a servi comme commandant d'un peloton de fusiliers motorisés en Allemagne au sein de la direction centrale allemande du groupe des forces occidentales, de 1992 à avril 1993, à la disposition du commandant du district militaire d'Extrême-Orient,.

## Service dans les forces armées
Il sert dans les forces armées ukrainiennes depuis mars 1993. Dans les années 90 et au début des années 2000, il a occupé divers postes dans les commandements opérationnels de l'ouest et du sud.
Faisant partie du 7e régiment mécanisé de la 24e division mécanisée, il commande un peloton, puis une compagnie de reconnaissance, puis un bataillon.
Il était commandant du 820e régiment mécanisé de la 128e division mécanisée.
Au milieu des années 2000, il était le commandant de la 28e brigade mécanisée.
En 2006 et en 2007, il était étudiant à l' Académie de la défense nationale d'Ukraine. En tant que meilleur diplômé, il a reçu une médaille de la reine de Grande-Bretagne.
De 2007 à 2014 il sert dans le 13e corps d'armée.
En 2014 et 2015 il participe à la Première bataille de l'aéroport de Donetsk puis à la seconde.
En 2015, commandant du Commandement opérationnel sud.
De 2015 à 2017 il est le chef du commandement opérationnel Est.
Du 18 avril 2018 au 6 mai 2019, il est le chef adjoint de l'état-major général des forces armées d'Ukraine, chef du quartier général opérationnel conjoint des forces armées d'Ukraine, commandant de l'opération des forces conjointes.

## Poursuites pénales en Russie
Le 11 septembre 2017, la commission d'enquête de Russie a annoncé l'ouverture d'une affaire pénale contre Sergei Naev, entre autres dirigeants du ministère de la Défense de l'Ukraine.

## Famille
Il est l'époux de Natalya Mikhailovna Naev, infirmière en chef dans une unité militaire de la ville de Dniepr [réf. nécessaire] ; ils ont deux fils, Dmitry et Vladislav et une fille, Evgenia.
Il a un frère aîné, Youri Ivanovitch Naev, né en 1965, un ancien militaire qui vit en Russie. Son frère cadet est Maxim Ivanovitch Naev, chef du groupe d'organisation et de comptabilité du processus d'investissement de la branche PFR en République de Crimée.

## Rangs
- Général de division (2013)
- Lieutenant général (5.12.2016)[8]

## Décorations
- Ordre de Bohdan Khmelnitsky (Ukraine)
- Médaille "Pour le service militaire en Ukraine" (8 mars 1998) - pour l'exécution exemplaire du service militaire, un grand professionnalisme
- Médaille "Défenseur de la Patrie"[9][Pas dans la source]